# Drepana curvatula
Drepana curvatula là một loài bướm đêm thuộc họ Drepanidae. Nó được tìm thấy ở châu Âu.
Sải cánh dài 34–42 mm. Con trưởng thành bay từ tháng 5 đến tháng 8 tùy theo địa điểm.
Ấu trùng ăn tống quán sủi, sồi và bạch dương.

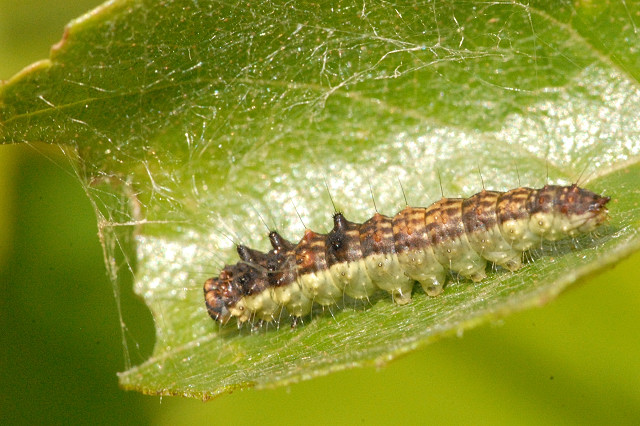
sâu bướm

## Hình ảnh

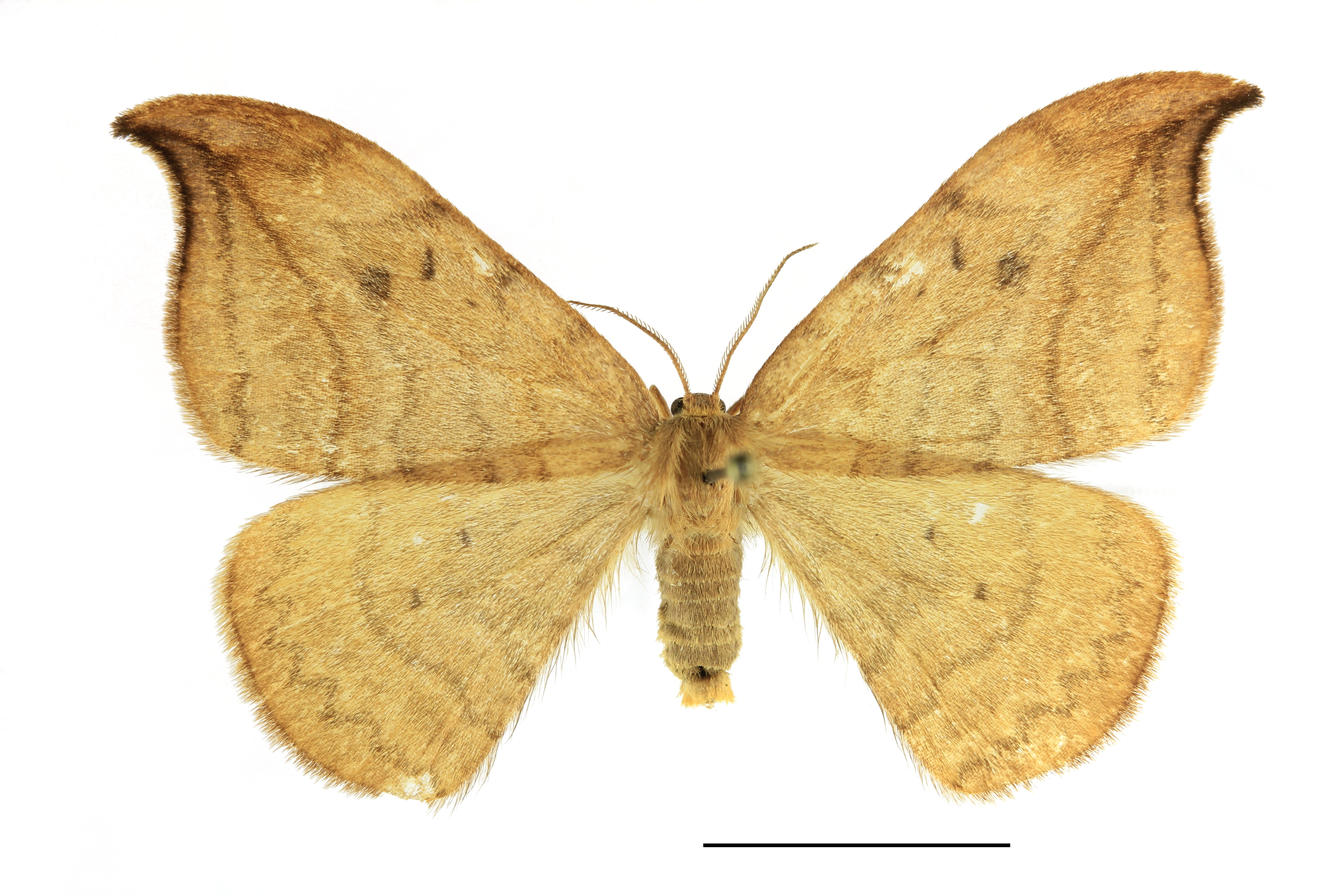